# 右賢王
右賢王（うけんおう）は古代の北アジアから中央アジアにかけて存在した遊牧国家、匈奴の国制における地位の一つ。匈奴では左賢王と共に単于に次ぐ地位である。

## 概要
匈奴は中国の制度に当てはめれば皇帝に当たる単于がおり、その下に左右賢王、左右谷蠡王、左右大将、左右大都尉、左右大当戸、左右骨都侯といった地位があった。それぞれ1万騎から数千騎を擁し、全部で24の長があった。左右賢王はその中でも最も地位が高く、国も最大である。24の長の下には千長、百長、什長、裨小王、相、都尉、当戸、且渠といった部下がいた。
左右賢王の「賢」は匈奴の言葉の「屠耆」を翻訳したものである。
右賢王以下の「右」と付く地位の者は西方に陣取った。

## 百済の右賢王
458年、百済の蓋鹵王は、宋に対して重臣11人の任官を要請しているが、そのなかに百済の左賢王・右賢王という王号も帯びている人物がいる。この左賢王・右賢王は血縁的にも百済王にもっとも近い人物であり、左賢王余昆は蓋鹵王の弟である昆支と考えられ、そうであるならば血縁的には蓋鹵王にもっとも近い人物といえる。右賢王余紀もまた左賢王同様、血縁的には蓋鹵王に近い人物であった可能性が高い。鄭東俊は、百済の左賢王・右賢王を華北の遊牧民系王朝で使用されたものが南朝を通して百済に伝えられたと想定している。